# Blek dvärguv

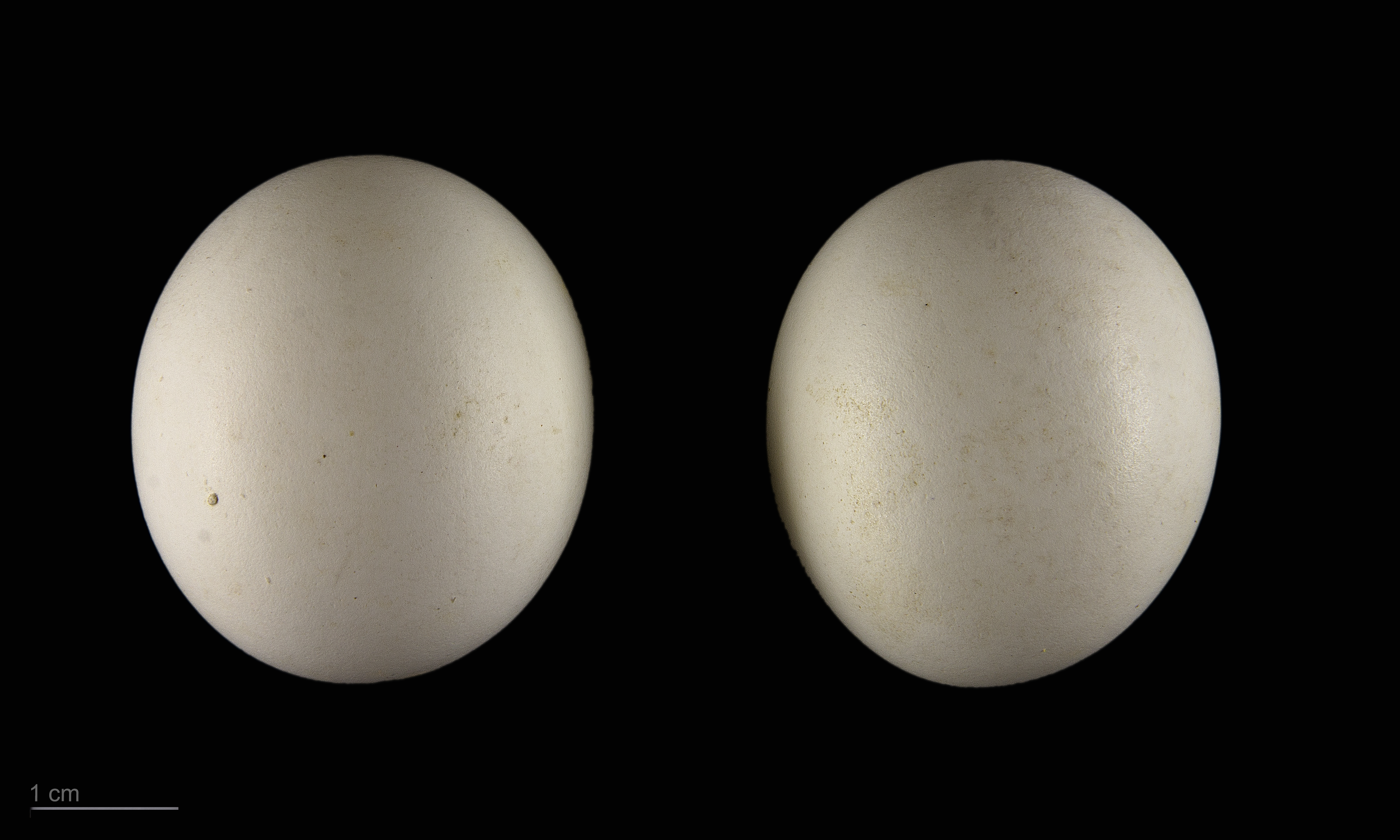
Otus brucei

Blek dvärguv (Otus brucei) är en fågel i familjen ugglor inom ordningen ugglefåglar som förekommer i västra och centrala Asien.

## Kännetecken

### Utseende
Blek dvärguv är en liten uggla, mycket lik dvärguven med trubbiga och breda örontofsar, upprätt hållning, kort stjärt och långa vingar. Den skiljer sig dock med sin ljusare fjäderdräkt (mer gråbeige än brun), tydligt längsstreckad under men svag tvärvattring, beigea band på skuldrorna ("hängslen") istället för vita samt avsaknad av vita prickar på rygg och panna. Juvenil fågel är fint tvärvattrad utan den juvenila dvärguvens längsstreckning.

### Läten
Den bleka dvärguvens sång skiljer sig tydlig från dvärguvens genom att vara dovare, tystare och buktalaraktig snarare än visslande, ofta hörbar på endast 150 meters håll. Den består av ungefär tio toner i en serie, vuå vuå vuå..., inte olikt skogsduva i takten och likt lappuggla svagare i början och slutet.

## Utbredning och systematik
Blek dvärguv delas in i fyra underarter med följande utbredning:
- Otus brucei brucei – förekommer från området runt östra Aralsjön till Kirgizistan och Tadzjikistan
- Otus brucei obsoletus – förekommer från södra Turkiet till norra Syrien, norra Irak, Uzbekistan och norra Afghanistan
- Otus brucei semenowi – förekommer från södra Tadzjikistan till västra Kina, östra Afghanistan och norra Pakistan
- Otus brucei exiguus – förekommer i Israel, Irak, södra Iran, Oman, södra Afghanistan och västra Pakistan

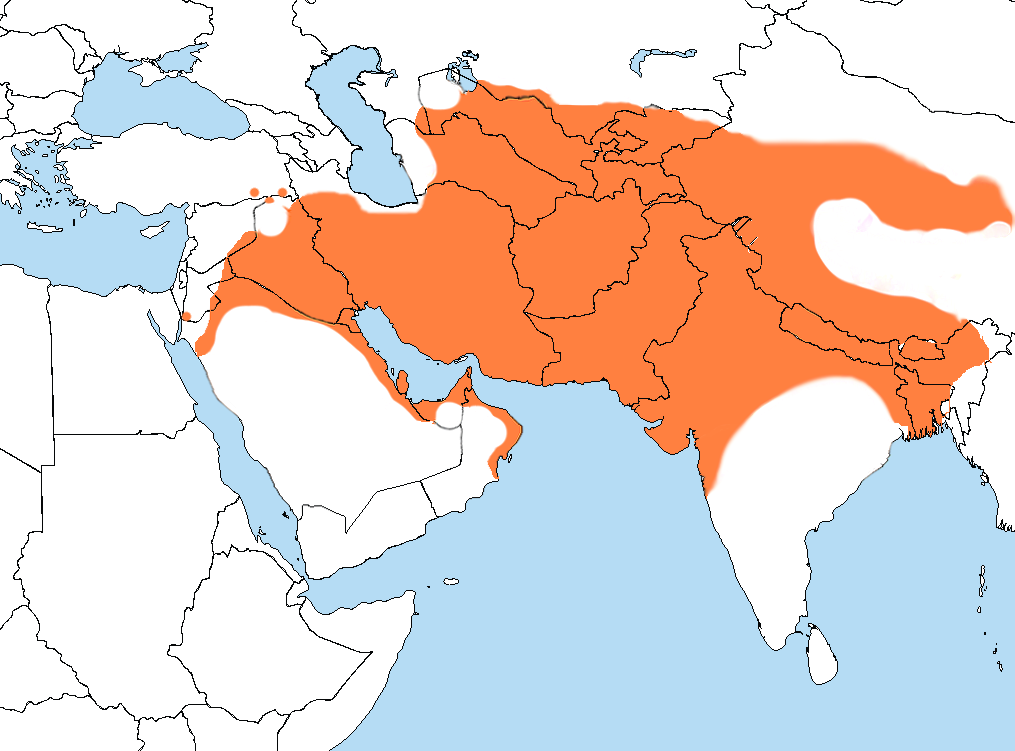
Artens utbredningsområde.

## Levnadssätt
Blek dvärguv förekommer i liknande miljöer som dvärguven. Den är delvis flyttfågel. Dagtid vilar den ofta i en tät akacia. Fågeln är nattaktiv och lever av insekter, men tar även små däggdjur och fåglar. Den bygger sitt bo i ett hål i ett träd eller i ett gammalt skatbo.

## Status och hot
Arten har ett stort utbredningsområde och en stor population med stabil utveckling. Utifrån dessa kriterier kategoriserar internationella naturvårdsunionen IUCN arten som livskraftig (LC). Världspopulationen har inte uppskattats men den beskrivs som förhållandevist vanlig.

## Namn
Fågelns vetenskapliga artnamn hedrar Henry James Bruce (1835–1909), amerikansk missionär verksam i Indien 1862–1909.